# Яборково
Яборково — посёлок в Новолялинском городском округе Свердловской области России.

## Географическое положение
Посёлок Яборково расположен в 42 километрах (по автотрассе в 72 километрах) к западу-северо-западу от города Новой Ляли и к западу от посёлка Лобва в труднодоступной лесистой местности, на левом берегу реки Яборковки (левого притока реки Ляли). Посёлок находится в нескольких километрах от условной границы с Северным Уралом.

## Население
| 2002 | 2010 | 2021 |
| ---- | ---- | ---- |
| 109  | ↘61  | ↘16  |